# Warehouse (Chicago)
Das Warehouse (englisch Lagerhaus) in Chicago, USA war ein Club und gilt als Geburtsort der House-Musik.
Eröffnet wurde das Warehouse im März 1977 von Robert Williams. Musikalisch geleitet wurde es von DJ Frankie Knuckles. Gespielt wurde eine große Bandbreite verschiedener Stilrichtungen – vor allem aber R'n'B und Disco. Knuckles experimentierte mit verschiedenen Möglichkeiten zum Verfremden der originalen Produktionen und vermischte Disco-Musik mit europäischer Elektronik-Musik. Das Warehouse befand sich in der 206 South Jefferson Street in Chicago.
Als das Warehouse 1982 den Eintrittspreis verdoppelte, empörte sich Knuckles sehr darüber und verließ den Club. Das Warehouse wurde in „Music Box“ umbenannt und Ron Hardy wurde als Resident-DJ gebucht. 1987 schloss die „Music Box“. Danach wurden Büroräume in dem Gebäude untergebracht.